# Manea Mănescu
Manea Mănescu (ur. 9 sierpnia 1916 w Braile, zm. 27 lutego 2009 w Bukareszcie) – rumuński ekonomista, polityk, premier.
W okresie od 3 października 1955 do 19 marca 1957 był ministrem finansów w pierwszym rządzie Stoicy. W latach 1967–1972 był przewodniczącym Rady Gospodarczej, a następnie – przewodniczącym Państwowej Komisji Planowania. Od 29 marca 1974 do 29 marca 1979 był premierem. Od 1982 do 1989 był wiceprzewodniczącym Rady Państwa.
Był działaczem Rumuńskiej Partii Komunistycznej. W latach 1971–1974 był członkiem Stałego Prezydium KC RPK. W latach 1974–1979 był członkiem Stałego Biura Politycznego Komitetu Wykonawczego KC RPK. W okresie od 1974 do 1979 i od 1983 do 1989 był członkiem Politycznego Komitetu Wykonawczego KC RPK. Od grudnia 1984 do 1989 był członkiem Stałego Biura Politycznego Komitetu Wykonawczego KC Rumuńskiej Partii Komunistycznej.

## Odznaczenia
- Krzyż Wielki Orderu Infanta Henryka – 1975, Portugalia[2]